# برايان موريس
برايان موريس (بالإنجليزية: Brian Morris)‏ هو عالم أحياء جزيئية أسترالي، ولد في 14 يوليو 1950 في أديلايد في أستراليا.